# The Manhattans
The Manhattans is een Amerikaanse rhythm-and-bluesgroep die in 1976 een wereldhit scoorde met Kiss and Say Goodbye.

## Geschiedenis
In 1962 werden The Manhattans opgericht in Jersey City, New Jersey door
George "Smitty" Smith, Edward "Sonny" Bivins, Winfred "Blue" Lovett, Kenny "Wally" Kelley en Richard "Ricky" Taylor. Hun eerste single For the Very First Time verscheen in 1964 bij Carnival Records uit Newark (New Jersey).
In 1970 stierf leadzanger George Smith aan hersenkanker. Hij werd vervangen door Gerald Alston. In 1973 tekende de groep bij Columbia Records.
Hun internationale doorbraak volgde in 1976 met het album The Manhattans en vooral de ballad Kiss and Say Goodbye. In 1980 scoorden ze nog een top 5-hit in de Verenigde Staten met Shining Star.
In 1988 verliet Gerald Alston de groep. Roger Harris nam zijn plaats in. In 1990 vertrokken ook Blue Lovett en Kenny Kenney, waarna Edward Bivins het enige overblijvende originele lid was. Vanaf 1994 bestond de groep uit Edward Bivins, Lee Williams, Alvin Pazant, Harsey Hemphill en Charles Hardy.
Vanaf eind de jaren 90 begonnen twee ex-leden, Gerald Alston en "Blue" Lovett, samen met de nieuwe leden Troy May en David Tyson ook weer op te treden onder de naam The Manhattans. Zij brachten vier albums uit tussen 1999 en 2008.

## Discografie

### Albums
| Album met eventuele hitnotering(en) in de Nederlandse Album Top 100 | Datum van verschijnen | Datum van binnenkomst | Hoogste positie | Aantal weken | Opmerkingen   |
| ------------------------------------------------------------------- | --------------------- | --------------------- | --------------- | ------------ | ------------- |
| Dedicated to you                                                    | 1966                  | -                     |                 |              |               |
| For you and yours                                                   | 1967                  | -                     |                 |              |               |
| With these hands                                                    | 1970                  | -                     |                 |              |               |
| A million to one                                                    | 1972                  | -                     |                 |              |               |
| There's no me without You                                           | 1973                  | -                     |                 |              |               |
| That's how much I love you                                          | 1975                  | -                     |                 |              |               |
| Manhattans                                                          | 1976                  | 14-08-1976            | 4               | 14           |               |
| It feels so good                                                    | 1977                  | -                     |                 |              |               |
| There's no good in goodbye                                          | 1978                  | -                     |                 |              |               |
| Love talk                                                           | 1979                  | -                     |                 |              |               |
| After midnight                                                      | 1980                  | -                     |                 |              |               |
| Greatest hits                                                       | 1980                  | -                     |                 |              | Verzamelalbum |
| Black tie                                                           | 1981                  | -                     |                 |              |               |
| Forever by your side                                                | 1983                  | -                     |                 |              |               |
| Too hot to stop it                                                  | 1985                  | -                     |                 |              |               |
| Back to basics                                                      | 1986                  | -                     |                 |              |               |
| Love songs                                                          | 1986                  | 23-08-1986            | 37              | 7            | Verzamelalbum |
| Sweet talk                                                          | 1989                  | -                     |                 |              |               |
| Dedicated to you: Golden classics, part 1                           | 1990                  | -                     |                 |              | Verzamelalbum |
| Sing for you & yours: Golden classics, part 2                       | 1990                  | -                     |                 |              | Verzamelalbum |
| The best of the Manhattans: Kiss and say goodbye                    | 1995                  | -                     |                 |              | Verzamelalbum |
| Live from South Africa                                              | 1999                  | -                     |                 |              | Livealbum     |
| Even now                                                            | 2001                  | -                     |                 |              |               |
| Super hits                                                          | 2002                  | -                     |                 |              | Verzamelalbum |
| I'm the one that love forgot                                        | 2000                  | -                     |                 |              | Verzamelalbum |
| Reachin' for the sky                                                | 2007                  | -                     |                 |              |               |
| Men cry too                                                         | 2008                  | -                     |                 |              |               |
| Sweet talking soul 1965-1990                                        | 2008                  | -                     |                 |              | Verzamelalbum |

### Singles
| Single met eventuele hitnotering(en) in de Nederlandse Top 40 | Datum van verschijnen | Datum van binnenkomst | Hoogste positie | Aantal weken | Opmerkingen                 |
| ------------------------------------------------------------- | --------------------- | --------------------- | --------------- | ------------ | --------------------------- |
| Kiss and say goodbye                                          | 1976                  | 24-07-1976            | 1(3wk)          | 12           | Nr. 1 in de Single Top 100  |
| Hurt                                                          | 1976                  | 27-11-1976            | 13              | 8            | Nr. 12 in de Single Top 100 |
| I kinda miss you                                              | 1977                  | 19-02-1977            | tip7            | -            |                             |

| Single met hitnotering(en) in de Vlaamse Ultratop 50 | Datum van verschijnen | Datum van binnenkomst | Hoogste positie | Aantal weken | Opmerkingen                 |
| ---------------------------------------------------- | --------------------- | --------------------- | --------------- | ------------ | --------------------------- |
| Kiss and say goodbye                                 | 1976                  | -                     |                 |              | Nr. 2 in de Radio 2 Top 30  |
| Hurt                                                 | 1976                  | -                     |                 |              | Nr. 11 in de Single Top 100 |
| It's you                                             | 1977                  | -                     |                 |              | Nr. 18 in de Single Top 100 |

### NPO Radio 2 Top 2000
| Nummer met noteringen in de NPO Radio 2 Top 2000 | '99  | '00  | '01  | '02  | '03  | '04  | '05  | '06  | '07  | '08  | '09  | '10  |
| ------------------------------------------------ | ---- | ---- | ---- | ---- | ---- | ---- | ---- | ---- | ---- | ---- | ---- | ---- |
| Kiss and Say Goodbye                             | 1334 | 1562 | 1812 | 1892 | 1454 | 1602 | 1565 | 1921 | 1818 | 1694 | 1893 | 1724 |

1. ↑  Een vetgedrukt getal geeft de hoogste notering aan.
2. ↑  Deze tabel is bijgewerkt tot en met de laatste editie (2024).